# Jean Cadard
Jean Cadard (1374-28 août 1449), né en Picardie et mort à Avignon, fut le précepteur, médecin et conseiller de Charles VII. Après l'assassinat de Jean sans Peur, le 10 septembre 1419, il dut s'exiler à Avignon où il devient seigneur d'Oppède et du Thor. Il reste célèbre grâce à la Vierge de Miséricorde peinte par Enguerrand Quarton où il est représenté à genoux avec son épouse Jeanne de Moulins. 

## Biographie
Originaire de la Picardie, connu aussi sous le nom de Jean de Maissy ou Jean Cadart, il commença sa carrière à la Cour comme médecin des enfants de Charles VI et s'occupa particulièrement du futur Charles VII, dont il fut le précepteur. C'est à ce titre qu'il entretint une correspondance avec Jean Gerson. Elle a été publiée sous le titre de Messages au précepteur du Dauphin et contient les tractatus et instructiones du Doctor Christianissimus.
Le « gentil Dauphin » étant devenu régent du royaume de France et Cadard son conseiller, ils se rendent ensemble à l'entrevue de Montereau au cours de laquelle est assassiné Jean sans Peur. Accusé par Philippe le Bon, le fils du duc défunt, d'être un des principaux instigateurs de ce meurtre, Cadard doit s'exiler à Avignon muni d'une lettre royale pour les syndics de la ville dans laquelle le régent Charles leur recommande son « amé et féal conseiller et premier physicien ».
Sur place, entre les années 1423 et 1439, il acquiert plusieurs immeubles dans le quartier des Fusteries. Un acte de vente passé avec le cardinal-légat Pierre de Foix, précise que celui-ci lui rétrocéda, en 1434, une vieille maison (hospicium antiquum), près de la Porte Pertus. Il la fit entièrement restaurer et elle est, de nos jours, connue sous le nom de Maison de Jean Cadard.

### Un richissime prêteur
Le conseiller royal n'était pas arrivé les coffres vides. Il commença par s'acheter, dans le Comtat Venaissin, le fief d'Oppède, en 1425, puis celui du Thor, en 1447. Il fut aussi le créancier de la cité de Florence, prêta au Trésor Royal par l'intermédiaire de Jacques Cœur, avança à Jean de Dunois l'argent pour la rançon de Charles d’Orléans. Le Bâtard d'Orléans fut d'ailleurs son hôte à Avignon en 1441.

### Le retable d'Enguerrand Quarton

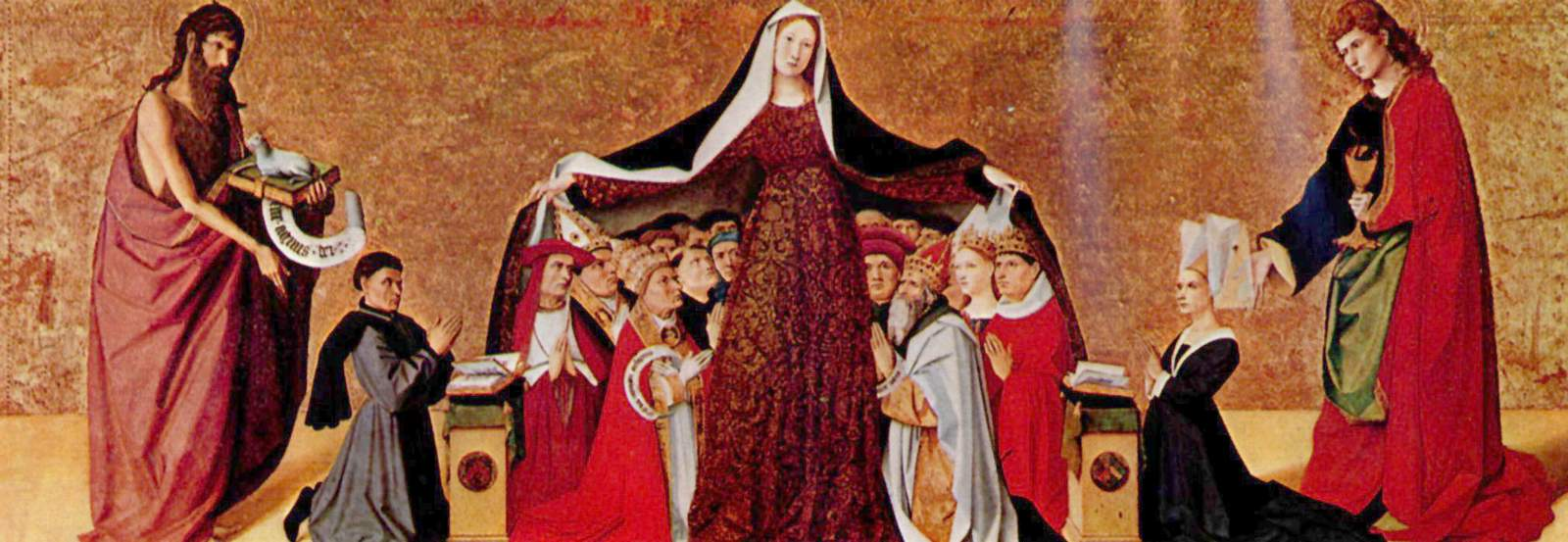
La Vierge de Miséricorde d'Enguerrand Quarton
représentant Jean Cadard sous la protection de Jean le Baptiste et Jeanne de Moulins sous celle de Jean l'Évangéliste
Musée Condé à Chantilly

Sentant sa mort venir, Cadard fit construire une chapelle dans l'église des Célestins qui jouxtait celle où était inhumé Pierre de Luxembourg. Puis il s'éteignit le 23 avril 1449. Deux ans plus tard, son fils Pierre faisait achever la chapelle et, en 1452, commandait à Enguerrand Quarton, originaire de Laon en Picardie, la Vierge de Miséricorde où furent représentés ses parents. Ce retable fut peut-être achevé par Pierre Villate. Conservé aujourd'hui au Musée Condé de Chantilly, il est considéré comme le chef-d'œuvre de la seconde École avignonnaise.

## Descendance
Pierre, son fils et héritier, reprit ses armes d'argent à un chevron de gueules chargé de trois étoiles d'or accompagné de trois merlettes de sable.